# Yoshirō Mori
Yoshirō Mori (森 喜朗?, Mori Yoshirō; Nomi, 14 luglio 1937) è un politico e dirigente sportivo giapponese già primo ministro tra il 2000 e il 2001. Dal 2005 al 2015 è stato presidente della federazione rugbistica giapponese ed è stato anche presidente del comitato organizzatore della Coppa del Mondo di rugby 2019. Dal 2016 al 2021 è stato presidente del comitato organizzatore delle Olimpiadi di Tokyo 2020. Il 18 febbraio 2021 è subentrata Seiko Hashimoto.

## Biografia

### Carriera politica
Yoshirō Mori nasce nella prefettura di Ishikawa, dove sia suo padre che suo nonno erano stati sindaci, nel comune di Neagari. Sua madre muore lasciando lui bambino di sette anni. Studia a Tokyo, all'Università di Waseda, dove nasce la sua passione per il rugby. Lavora poi per il giornale conservatore Sankei Shinbun. Nel 1962 diventa segretario di un parlamentare, e nel 1969 viene eletto nella camera bassa. Da allora viene rieletto 10 volte.
Nel 1980 viene coinvolto nello scandalo Recruit, accusato di aver tratto indebito profitto dalla compravendita di azioni per circa 1 milione di dollari.
Ministro dell'Educazione nel 1983 e 1984, del Commercio e Industria nel 1992 e 1993, del Lavori Pubblici nel 1995 e 1996.
Il predecessore di Mori, Keizō Obuchi, viene colpito da un ictus il 2 aprile 2000, e Mori, in qualità di segretario del Partito Liberal Democratico, prende le redini della coalizione di governo. Poco dopo scioglie la camera bassa della Dieta e nelle successive elezioni anticipate è riconfermato premier. Descritto come avente "il cuore di una pulce e il cervello di uno squalo", era impopolare nei sondaggi d'opinione durante il suo tempo in carica.

### Attività sportiva
Mori ha giocato nella squadra universitaria di rugby a 15 dell'Università di Waseda.
Nel giugno 2005 fu eletto presidente della Federazione di rugby a 15 del Giappone, incarico ricoperto fino al 2015. Condusse la candidatura del Giappone per la Coppa del Mondo di rugby 2011, che poi sarà assegnata alla Nuova Zelanda. Dopo questa decisione del World Rugby, Mori accusò gli Stati del Commonwealth membri del board di favorire le nazioni "amiche". Successivamente Mori condusse la candidature, stavolta vincente, del Giappone alla Coppa del Mondo di rugby 2019. Il 12 febbraio 2021 si è dimesso da presidente del comitato organizzatore dei Giochi della XXXII Olimpiade che si terranno a Tokyo.
Anche in ambito sportivo Mori ha attirato su di sé numerose critiche, soprattutto in Giappone. Nonostante questo, sotto la sua direzione, il movimento rugbystico giapponese ha raggiunto un alto livello di crescita in termini di praticanti, tesserati, spettatori, sponsor oltre che un ottimo sviluppo tecnico della nazionale giapponese di rugby XV, che ha ottenuto tre vittorie al Mondiale del 2015.